# Re-Animator 2
Re-Animator 2 (Bride of Re-animator) è un film horror fantascientifico del 1990 diretto e prodotto da Brian Yuzna. È un sequel del film Re-Animator (1985), ispirato al racconto Herbert West rianimatore dello scrittore statunitense Howard Phillips Lovecraft. La serie di film ha avuto un ulteriore terzo capitolo con Beyond Re-Animator del 2003.

## Trama
Il malefico dottor Herbert West, con il collega Dan Cain, dopo i disastri dei loro esperimenti lavorano in un ospedale in Perù, durante la dittatura iniziata il 28 luglio 1990. Utilizzando i cadaveri per i loro esperimenti, scoprono una sostanza in grado di ridare vita non solo ai morti, ma persino alle singole parti di un cadavere. Tornati nel Massachusetts, i due tentano di ridare vita alla fidanzata morta di Cain, di cui è stato conservato il cuore.